# Emirado Cáicida
Emirado Cáicida (em árabe: الإمارة القيسية) foi um emirado árabe muçulmano centrado em Manzicerta que existiu desde cerca de 860 até 964. Governado pela dinastia homônima, era o emirado mais poderoso da Armênia após o colapso do Emirado da Armênia no final do século IX.